# Sarnki
Sarnki – wzniesienie o wysokości 180,8 m n.p.m. na Równinie Wałeckiej, położone w woj. zachodniopomorskim, w powiecie drawskim, w gminie Złocieniec, na obszarze między jeziorami Krzemno a Wąsosze.
Teren wzniesienia został objęty obszarem specjalnej ochrony ptaków "Ostoja Drawska".
Ok. 2,5 km na zachód leży osada Wąsosz.
Nazwę Sarnki wprowadzono urzędowo w 1950 roku, zastępując poprzednią niemiecką nazwę Der hohe Rehberg (Hoher Reh Berg).